# Kim Kee-Hee
Kim Kee-Hee (Hangul: 김기희), född den 13 juli 1989, är en sydkoreansk fotbollsspelare som spelar för MLS-klubben Seattle Sounders. Han tog OS-brons i herrfotbollsturneringen vid de olympiska fotbollsturneringarna 2012 i London. 